# Calozenillia auronigra
Calozenillia auronigra är en tvåvingeart som beskrevs av Townsend 1927. Calozenillia auronigra ingår i släktet Calozenillia och familjen parasitflugor. Inga underarter finns listade i Catalogue of Life.